# Équipe cycliste Banco Guayaquil-Bianchi
L'équipe cycliste Banco Guayaquil-Bianchi est une équipe cycliste équatorienne, ayant le statut d'équipe continentale depuis 2022.

## Histoire de l'équipe
La formation équatorienne, créée en 2022, est dirigée par l'ancien maillot jaune Víctor Hugo Peña.
Pour sa première année, l'équipe s'impose sept fois sur des courses du calendrier de l'UCI. Robinson Chalapud rafle les cinq premiers bouquets. Ainsi, Chalapud remporte une étape du Tour de Colombie, deux du Tour du Guatemala et une sur le Tour de l'Équateur, succès qu'il adorne d'une victoire au classement général. Il faut attendre le mois de décembre pour voir un autre coureur de la formation s'imposer sur une course UCI : Benjamín Quinteros et Carlos Alberto Gutiérrez remportant les 7e et 8e étapes du Tour du Costa Rica.
Par ailleurs, la formation remporte trois titres sur quatre chez les hommes lors des championnats d'Équateur disputés en février et qui voit notamment Richard Huera disposer de Richard Carapaz lors de la course en ligne Élite.
Les coureurs Jorge Luis Montenegro et Nixon Rosero sont contrôlés positifs, respectivement en septembre et novembre 2023. L'équipe Banco Guayaquil est alors suspendue pendant 20 jours, du 2 au 20 juin 2024.

## Principales victoires

### Courses par étapes
- Tour de l'Équateur 2022[5] et 2023 : Robinson Chalapud

### Championnats nationaux
- Championnats d'Équateur sur route : 5
  - Course en ligne : 2022 (Richard Huera)[8]
  - Course en ligne espoirs : 2022 (Lenin Montenegro)[10], 2023 et 2024 (Nixon Rosero)
  - Contre-la-montre espoirs : 2022 (Lenin Montenegro)[11], 2023[12] et 2024 (Nixon Rosero)

## Classements UCI
L'équipe participe aux épreuves des circuits continentaux et en particulier de l'UCI America Tour. Les tableaux ci-dessous présentent les classements de l'équipe sur les différents circuits, ainsi que son meilleur coureur au classement individuel.
UCI America Tour
| UCI America Tour | UCI America Tour       | UCI America Tour                          | UCI America Tour |
| Année            | Classement par équipes | Meilleur coureur au classement individuel |                  |
| ---------------- | ---------------------- | ----------------------------------------- | ---------------- |
| 2022             | 6e                     | Lenin Montenegro (41e)                    |                  |
| 2023             | 9e                     | Nixon Efrain Rosero (66e)                 |                  |
|                  |                        |                                           |                  |
| Source : UCI     |                        |                                           |                  |

L'équipe est également classée au Classement mondial UCI qui prend en compte toutes les épreuves UCI et concerne toutes les équipes UCI.
| Classement mondial | Classement mondial     | Classement mondial                        | Classement mondial |
| Année              | Classement par équipes | Meilleur coureur au classement individuel |                    |
| ------------------ | ---------------------- | ----------------------------------------- | ------------------ |
| 2022               | 80e                    | Lenin Montenegro (506e)                   |                    |
| 2023               | 91e                    | Nixon Efrain Rosero (708e)                |                    |
| 2024               | -                      | Benjamín Quinteros (1937e)                |                    |
|                    |                        |                                           |                    |
| Source : UCI       |                        |                                           |                    |

## Banco Guayaquil-Ecuador en 2023
| Cycliste                 | Date de naissance | Nationalité | Équipe 2022      |  |
| ------------------------ | ----------------- | ----------- | ---------------- |  |
| David Sebastian Caicedo  | 21 juin 2001      | Équateur    |                  |  |
| Robinson Chalapud        | 8 mars 1984       | Colombie    | Banco Guayaquil  |  |
| Carlos Alberto Gutiérrez | 25 août 1995      | Colombie    | Banco Guayaquil  |  |
| Steven Haro              | 5 janvier 1998    | Équateur    | Banco Guayaquil  |  |
| Jorge Luis Montenegro    | 26 septembre 1988 | Équateur    | Banco Guayaquil  |  |
| Lenin Montenegro         | 29 septembre 2000 | Équateur    | Banco Guayaquil  |  |
| Cristhian Montoya        | 4 août 1989       | Colombie    | Medellín-EPM     |  |
| Paulo Pantoja            | 2 janvier 2003    | Colombie    | Movistar-Best PC |  |
| Cristian Pita            | 6 février 1995    | Équateur    | Banco Guayaquil  |  |
| Benjamín Quinteros       | 1er octobre 1997  | Équateur    | Banco Guayaquil  |  |
| Nixon Rosero             | 24 janvier 2002   | Équateur    | Lizarte          |  |
| Cristian Toro            | 4 mars 1998       | Équateur    | Banco Guayaquil  |  |